# José Maria Marin
 (septembre 2012).
Si vous disposez d'ouvrages ou d'articles de référence ou si vous connaissez des sites web de qualité traitant du thème abordé ici, merci de compléter l'article en donnant les références utiles à sa vérifiabilité et en les liant à la section « Notes et références ».
Pour les articles homonymes, voir Marin.
José Maria Marin, né le 6 mai 1932 à São Paulo (Brésil) et mort le 20 juillet 2025 dans cette même ville, est un footballeur, avocat, homme politique et dirigeant sportif brésilien. Il devient le 26e gouverneur de l'État de São Paulo en 1982 et président de la Confédération brésilienne de football (CBF) de 2012 à 2014.

## Biographie
José Maria Marin naît à São Paulo au Brésil le 6 mai 1932 de parents espagnols. En 1950, lorsqu'il est étudiant, il adhère aux rangs du São Paulo FC. Il obtient son diplôme d'avocat à la Faculté de Droit de l'université de São Paulo.

### Politique
Il devient échevin en 1960 pour le parti Action intégraliste brésilienne de Plinio Salgado. Plus tard, en tant que député il se lie avec Paulo Maluf et est élu vice-gouverneur en 1978. Il remplace Maluf au poste de gouverneur de l'État de São Paulo en 1982.
José Maria Marin appartient alors au parti officialiste, appui de la dictature militaire brésilienne. Ce parti perd son prestige du fait de la fin de la dictature et Marin doit céder sa place de gouverneur en 1983 en faveur d'un partisan d'une ouverture démocratique. Par la suite, il adhère au PFL où il devient président régional.
Il se présente aux élections parlementaires en tant que candidat à sénateur en 1986 et 2002 et à la mairie de São Paulo en 2000. En 2004, après plusieurs tentatives infructueuses pour devenir député, José Maria Marin est à nouveau candidat à la mairie de São Paulo. Il recueille moins de 1 % des voix, mais profite de la tribune qui lui est offerte pour attaquer avec virulence la maire sortante, Marta Suplicy, qui est défaite par José Serra[réf. nécessaire].

### Carrière en football
En parallèle à sa vie politique, il devient président de la Fédération de football de São Paulo (FPF) de 1982 à 1988. En 1986, il est le chef de la délégation brésilienne à la Coupe du monde qui se dispute au Mexique.
En 2012, José Maria Marin accède de façon intérimaire à la présidence de la Confédération brésilienne de football à la suite de la démission de Ricardo Teixeira. En tant que président du Comité organisateur local, il participe aux préparations de la Coupe du monde célébrée au Brésil en 2014.
Le 25 janvier 2012, lors de la remise de prix du dernier match de la Copa São Paulo de Futebol Junior (pt), José Maria Marin empoche la médaille du joueur des Corinthians, Mateus. L'acte est diffusé en direct sur les chaînes nationales et largement critiqué sur les réseaux sociaux. Deux mois plus tard, lorsqu'il devient président de la CBF, il évoque cet épisode comme étant une « blague ».
Le 27 mai 2015, il est arrêté à Zürich dans le cadre d'une opération de grande envergure menée par le FBI contre plusieurs cadres de la FIFA. En décembre 2017, il est accusé de six charges de corruption et détenu dans une prison fédérale aux États-Unis.

### Mort
José Maria Marin meurt le 20 juillet 2025, à Sao Paulo à l'âge de 93 ans.